# Fra Danmarks Oldtid
Fra Danmarks Oldtid er en dansk dokumentarfilm fra 1944 med instruktion og manuskript af Preben Frank.

## Handling
Filmen begynder med tundratiden, da de første jægere indfandt sig, og skildrer endvidere stenalderen, med "Mullerup-perioden" og køkkenmøddingernes glansperiode, bronzealderen, jernalderen og vikingetiden.